# Trichosanthes cordata
Trichosanthes cordata är en gurkväxtart som beskrevs av William Roxburgh. Trichosanthes cordata ingår i släktet Trichosanthes och familjen gurkväxter. Inga underarter finns listade i Catalogue of Life.